# 378 Holmia
378 Holmia este un asteroid din centura principală, descoperit pe 6 decembrie 1893, de Auguste Charlois.